# Maulico
Maulico ist eine osttimoresische Siedlung im Suco Foho-Ai-Lico (Verwaltungsamt Hato-Udo, Gemeinde Ainaro).
Das Dorf liegt im Süden der Aldeia Ailora, in einer Meereshöhe von 398 m. Durch die Siedlung führt die südliche Küstenstraße Osttimors, die hier weiter landeinwärts verläuft. Östlich befindet sich an der Küstenstraße das kleinere Dorf Ailora, westlich das Dorf Groto.